# Jessie Ace e Margaret Wright

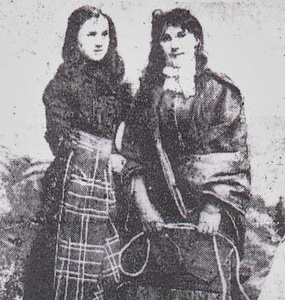
Jessie Ace e Margaret Wright

Jessie Ace (1860-1936) e Margaret Wright (nascida Ace; 1854-1933) são conhecidas pelo seu resgate de tripulantes, a partir do bote salva-vidas do Mumbles, que tinha ido ao auxílio da barca alemã naufragada durante uma tempestade em 1883 em Mumbles Head, país de Gales.

## Bote de resgate
Ace e Wright eram filhas do guarda do Mumbles Lighthouse, Abraão Ace.
Em 27 de janeiro de 1883, uma barca alemã de 885 toneladas denominada Almirante Prinz Adalbert de Danzig foi apanhado numa tempestade em Mumbles Head e naufragou logo abaixo do farol. O bote salva-vidas do Mumbles Head veio para resgatar a tripulação. Quando o bote salva-vidas, um veleiro de madeira chamado Wolverhampton, começou a ter problemas Wright e Ace entraram nas águas para resgatar a tripulação do salva-vidas. Amarraram os seus xailes um ao outro para usar como corda e resgataram dois dos tripulantes do bote salva-vidas que haviam caído ao mar.
Foi reportado que Wright gritou: "antes perder a minha vida do que deixar esses homens afogarem-se", à medida que nadava nas águas geladas. Enquanto alguns dizem que a história era duvidosa, o seu pai confirmou as acções das suas filhas, assim como dos de Gunner Edward Hutchings, no resgate de dois membros da tripulação do navio durante o inquérito sobre o desastre. Quatro membros da tripulação do Wolverhampton morreram naquela noite, deixando quatro viúvas e quatorze crianças órfãs. A mesma tempestade também naufragou outro dois navios (Agnes Jack e James Grey) na Península de Gower, tomando 44 vidas.

## Reconhecimento
Apesar da instituição Royal National Lifeboat ter premiado com uma medalha de prata e 50 libras esterlinas o timoneiro que tinha ajudado as mulheres no resgate e emitiu uma comenda em papel velino a Hutchings, não reconheceu oficialmente as irmãs.
As irmãs receberam broches em ouro de Augusta de Saxe-Weimar-Eisenach, a Imperatriz da Alemanha, por ter cuidado da tripulação da barca. As mulheres ganharam fama internacional quando foram colocadas em destaque na primeira página de ilustração, O Gráfico em fevereiro de 1883.

## Legado
Clemente Scott escreveu um poema, As Mulheres de Mumbles Head, em homenagem às suas acções heróicas.
Em 2016, uma placa azul foi erguida, no cais Mumble Pier para comemorar a sua bravura.

## Anos seguintes
Em 1885, Jessie Ace casou-se com John Dunstan em St. Mary's, Swansea; os dois emigraram para a Austrália, em 1889. O casal divorciou-se em 1901. Ela morreu em 1936, em Nova Gales do Sul, onde foi enterrada.